# Virrie Cohen
Virginie Rivka (Virrie) Cohen (Den Haag, 20 april 1916 - Amsterdam, 23 december 2008) was een Nederlandse verzetsstrijder in de Tweede Wereldoorlog. Als directrice van de crèche aan de Plantage Middenlaan hielp zij bij de ontsnapping van tientallen Joodse kinderen. Zij was een dochter van David Cohen, voorzitter van de Joodse Raad.

## Levensloop
Virrie Cohen was een van de drie kinderen van David Cohen en Cornelia Slijper. In de jaren dertig volgde zij een opleiding tot kinderverzorgster in de crèche in de Plantage Middenlaan in de hoofdstad Amsterdam. Na de afronding vond ze werk bij een Joods Weeshuis in Rotterdam. Daar maakte ze ook het bombardement op de havenstad mee. Oorspronkelijk woonden er dertig kinderen in het weeshuis, maar dit aantal nam fors toe in de eerste oorlogsjaren.
Alle kinderen van het weeshuis werden op 26 februari 1943 op transport gesteld naar Kamp Westerbork. Cohen reisde ook mee. Dit kwam haar vader ter ore, die op dat moment samen met Abraham Asscher het voorzitterschap van de Joodse Raad voerde. Tegen de zin van Virrie gebruikte hij zijn invloed om haar uit Kamp Westerbork vrij te krijgen. Enige tijd daarna trad zij in dienst bij de crèche aan de Plantage Middenlaan te Amsterdam. Op 23 juli 1943 werden de 36 verzorgsters en 70 kinderen van de creche op transport gesteld door de Duitsers. Virrie Cohen en kinderverzorgster Sieny Kattenburg werden als enige weer vrijgelaten. Cohen volgde daarna Henriëtte Pimentel voor korte tijd op als directrice. De crèche werd in september geheel gesloten. Via de crèche werden, met medewerking van onder andere Cohen, tientallen kinderen vanuit de Hollandsche Schouwburg naar buiten gesmokkeld. De schouwburg diende als verzamelplaats voor opgepakte Joden voordat ze naar Westerbork werden overgebracht. In hoeverre David Cohen op de hoogte was van het verzetswerk van zijn oudste dochter is nooit precies duidelijk geworden.
Virrie Cohen besloot onder te duiken op het moment dat de schouwburg zijn functie verloor, omdat de meeste Joden inmiddels waren opgepakt. Aanvankelijk wilde Cohen meereizen met haar naaste familieleden naar Westerbork, maar verzetsvrienden haalden haar over onder te duiken met het argument dat ze na de bevrijding moest helpen de kinderen te vinden die met haar hulp waren ondergedoken. Met hulp van Alice Brunner vond Cohen daarop een schuilplaats in Tienray waar ze onder de schuilnaam Virginie de Koning leefde. Na de heropening van de crèche, ditmaal onder de naam Huize Henriëtte, in 1950 nam zij de leiding wederom op zich.

## Persoonlijk
Cohen trouwde met de slager Maurits Oudkerk (1900-1974), met wie ze een zoon kreeg: PvdA-politicus Rob Oudkerk. Van zijn hand verscheen in 2024 een boek over zijn moeder met de titel Virrie's kinderen. In de EO-serie De Joodse Raad is Virrie Cohen een van de hoofdpersonen. Zij wordt gespeeld door Claire Bender.